# Salem El-Margini
Mohamed Salem El-Margini (arab. محمد سالم المرجيني; ur. w 1957) – libijski lekkoatleta, olimpijczyk.
El-Margini wystąpił na Letnich Igrzyskach Olimpijskich 1980 w dwóch konkurencjach. W biegu eliminacyjnym na 800 m zajął 4. miejsce z wynikiem 1:50,0, odpadając tym samym z zawodów. Znalazł się także w składzie libijskiej sztafety 4 × 400 m (wraz z Bashirem Al-Fellahem, El-Mehdim Sallahem Diabem i Ahmedem Mohamedem Salloumą), która zajęła 6. miejsce w swoim biegu eliminacyjnym, nie awansując do finału.
Rekord życiowy w biegu na 800 m – 1:49,61 (1977).